# Кассадага (Нью-Йорк)
Кассадага (англ. Cassadaga) — селище (англ. village) в США, в окрузі Чотоква штату Нью-Йорк. Населення — 573 особи (2020).

## Географія
Кассадага розташована за координатами 42°20′30″ пн. ш. 79°19′1″ зх. д. / 42.34167° пн. ш. 79.31694° зх. д. (42.341564, -79.317023).  За даними Бюро перепису населення США в 2010 році селище мало площу 2,74 км², з яких 2,17 км² — суходіл та 0,56 км² — водойми.

## Демографія
Згідно з переписом 2010 року, у селищі мешкали 634 особи в 267 домогосподарствах у складі 185 родин. Густота населення становила 232 особи/км².  Було 340 помешкань (124/км²).
Расовий склад населення:
| - 98,3 % — білих - 0,3 % — азіатів - 0,2 % — корінних американців - 0,2 % — чорних або афроамериканців |

До двох чи більше рас належало 1,1 %. Частка іспаномовних становила 0,8 % від усіх жителів.
За віковим діапазоном населення розподілялося таким чином: 21,9 % — особи молодші 18 років, 58,4 % — особи у віці 18—64 років, 19,7 % — особи у віці 65 років та старші. Медіана віку мешканця становила 46,0 року. На 100 осіб жіночої статі у селищі припадало 100,6 чоловіків;  на 100 жінок у віці від 18 років та старших — 103,7 чоловіків також старших 18 років.
Середній дохід на одне домашнє господарство  становив 56 916 доларів США (медіана — 52 917), а середній дохід на одну сім'ю — 61 178 доларів (медіана — 59 792). Медіана доходів становила 40 441 долар для чоловіків та 35 375 доларів для жінок. За межею бідності перебувало 9,3 % осіб, у тому числі 19,8 % дітей у віці до 18 років та 2,6 % осіб у віці 65 років та старших.
Цивільне працевлаштоване населення становило 299 осіб. Основні галузі зайнятості: освіта, охорона здоров'я та соціальна допомога — 24,1 %, виробництво — 19,4 %, мистецтво, розваги та відпочинок — 16,4 %.